# Llarga Guerra Turca
La Llarga guerra turca o la Guerra dels Tretze anys va ser una guerra indecisa entre la monarquia dels Habsburg i l'Imperi Otomà, principalment sobre els principats de Valàquia, Transsilvània i Moldàvia. Es va dur a terme des del 1593 fins al 1606, però a Europa es coneix de vegades la Guerra dels Quinze Anys, incorporant la campanya turca de 1591-92 en la que els otomans van capturar Bihać.
A la sèrie de guerres otomanes a Europa va ser la prova de força important entre la guerra turco-veneciana (1463-1479) i la Guerra de Càndia (1645-1669). La següent de les grans Guerres Habsburg-Otomanes va ser la Gran Guerra Turca de 1683-99. En general, el conflicte va consistir en un gran nombre de batalles i setges costosos, però amb molt poc resultat per a ambdues parts.

## Visió general
Els principals participants de la guerra van ser la Monarquia dels Habsburg el Principat de Transsilvània, Valàquia i Moldàvia, oposats a l'Imperi Otomà. Ferrara, Toscana, Màntua i els Estats pontificis també van estar implicats en menor mesura.

## Antecedents
La Guerra croato-otomana dels Cent Anys s'havia iniciat en 1493, i les escaramusses en la frontera Habsburg-Otomana es van intensificar a partir del 1591. El 1592, el fort de Bihać va caure en mans otomanes, i a la primavera de 1593, les forces otomanes de l'Eyalat de Bòsnia van assetjar la ciutat de Sisak a Croàcia. La batalla de Sisak, en la que el suport de l'Imperi Habsburg als nobles croats va acabar amb una victòria per a les forces cristianes el 22 de juny de 1593 i provocant l'inici de la guerra entre els dos imperis.

## Història

### 1593
La guerra va començar el 29 de juliol de 1593, quan l'exèrcit otomà sota Sinan Pasha va llançar una campanya contra la monarquia dels Habsburg i va capturar Győr i Komarom el 1594.

### 1594
A principis de 1594, els serbis al Banat es van alçar contra els otomans. Els rebels, amb el caràcter de guerra santa, portaven banderes de guerra amb la icona de Sant Sava. Els estendards de guerra van ser consagrats pel patriarca Jovan Kantul, i la revolta va ser ajudada pels metropolitans ortodoxos serbis Rufim Njeguš de Cetinje i Visarió de Trebinje. En resposta, el gran visir otomà Koca Sinan Pasha va exigir la bandera verda del profeta Mahoma fos portada des de Damasc per contrarestar la bandera sèrbia i va ordenar que el sarcòfag que contenia les relíquies de Sant Sava fos retirat del monestir de Mileševa i traslladat a Belgrad mitjançant un comboi militar. Al llarg del camí, el comboi otomà va matar a tota la gent al seu pas com a advertència als rebels. Els otomans van incinerar públicament les relíquies de Sant Sava en una pira situada dalt de l'altiplà de Vračar el 27 d'abril i van deixar les cendres disperses.

### 1595–96
El 1595, el papa Climent VIII va organitzar una aliança de potències cristianes europees per oposar-se a l'Imperi Otomà (la Lliga Santa del Papa Climent VIII); el Sacre Emperador Romà, Rodolf II i Segimon Bathory de Transilvania, van signar a Praga un tractat d'aliança. Aron Vodă, de Moldàvia, i Miquel el Valent de Valàquia, es van unir a l'aliança aquell mateix any. Els Habsburg espanyols van enviar un exèrcit de 6.000 infants experiments i 2.000 de cavalleria dels Països Baixos sota Karl von Mansfeld, comandant en cap de l'exèrcit espanyol de Flandes, que va prendre el comandament de les operacions a Hongria.
L'objectiu de la guerra dels otomans era apoderar-se de Viena, mentre que la Monarquia dels Habsburg volia recuperar els territoris centrals del Regne d'Hongria controlats per l'Imperi Otomà. El control sobre la línia del Danubi i la possessió de les fortaleses ubicades allà eren crucials. La guerra es va combatre principalment a l'Hongria Reial (principalment l'actual Hongria occidental i el sud d'Eslovàquia), Transdanubia, Croàcia Reial i Eslavònia, l'Imperi Otomà (Rumèlia, les actuals Bulgària i Sèrbia) i Valàquia (a l'actual Sud de Romania).

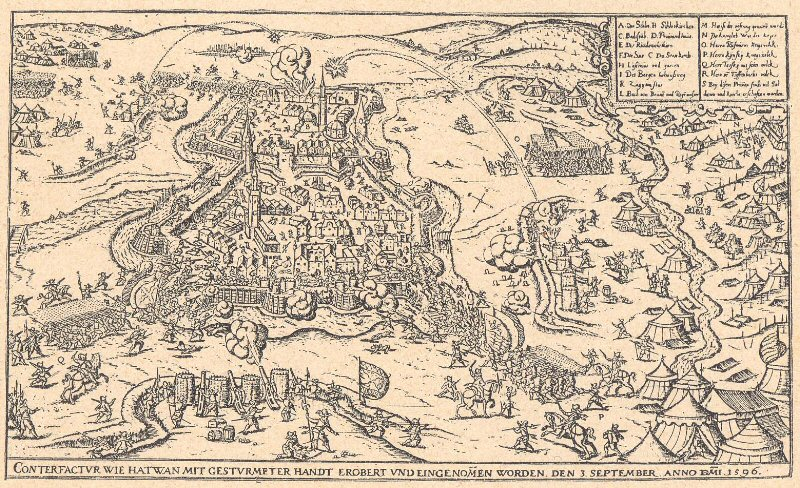
Les tropes dels Habsburg penetrant al castell de Hatvan el 1596

El 1595, els cristians, liderats per Mansfeld, van capturar Esztergom i Visegrád, fortaleses estratègiques al Danubi, però no es van comprometre al setge de la fortalesa clau de Buda. Els otomans van llançar un setge sobre Eger, conquistant-la el 1596.
Als Balcans, el 1595, una flota espanyola de galeres napolitanes i sicilianes capitanejada per Pedro de Toledo, va saquejar Patres, en represàlia per incursions turques contra les costes italianes. L'atac va ser tan espectacular que el sultà Murad III va discutir sobre l'extermini dels cristians de Constantinoble en venjança, però finalment va decidir ordenar l'expulsió de tots els grecs no casats de la ciutat. Els anys següents, les flotes espanyoles van continuar atacant a Llevant, però no es va produir una represàlia de la guerra naval a gran escala entre cristians i otomans. En canvi, van ser corsaris com Alonso de Contreras que van assumir el paper d'assetjar la navegació otomana.

Al front oriental de la guerra, Miquel el Valent, príncep de Valàquia, va iniciar una campanya contra els otomans a la tardor de 1594, conquerint diversos castells a prop del baix Danubi, incloent-hi Giurgiu, Brăila, Hârşova i Silistra, mentre que els seus aliats moldaus derrotaven els exèrcits otomans a Iaşi i altres parts de Moldàvia. Miquel va continuar els seus atacs a l'interior de l'Imperi Otomà, prenent els forts de Nicòpolis, Ribnic i Chília i fins i tot arribant fins a Adrianòpolis. En un moment donat, les seves forces es trobaven a només 24 quilòmetres de la capital otomana, Constantinoble.

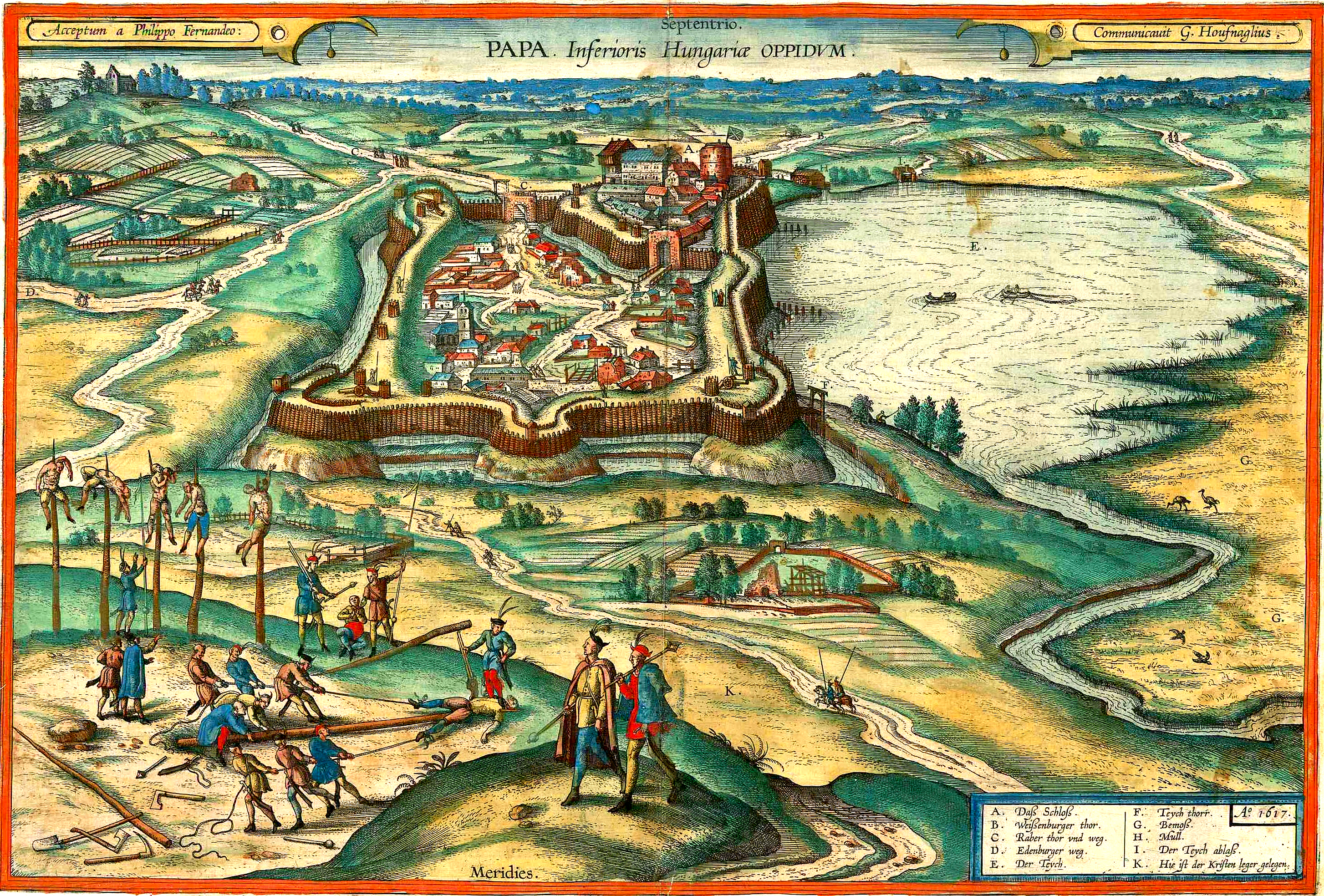
L'execució dels mercenaris valons amotinats el 1600

No obstant això, es va veure obligat a replegar-se pel Danubi, i els otomans al seu torn van dirigir una contraofensiva massiva (100.000 homes) que no només tenia com a objectiu recuperar les seves possessions recentment capturades, sinó també conquistar Valàquia una vegada per totes. L'empenta va tenir un èxit inicial, aconseguint capturar no només Giurgiu sinó també Bucarest i Târgovişte, malgrat haver-hi oposat una ferotge oposició a Călugăreni (23 d'agost de 1595). En aquest moment, el comandament otomà es va tornar complaent i va deixar de perseguir l'exèrcit valac en retirada, centrant-se en comptes en fortificar Târgoviște i Bucarest i plantejar-se la seva tasca com a feta. Miquel va haver d'esperar gairebé dos mesos perquè arribés l'ajut dels seus aliats, però quan ho va fer la seva contraofensiva va prendre per sorpresa els otomans, aconseguint escombrar les defenses otomanes en tres camps de batalla successius, a Târgovişte (18 d'octubre), Bucarest (22 d'octubre), i Giurgiu (26 d'octubre). La batalla de Giurgiu, en particular, va ser devastadora per a les forces otomanes, que van haver de retirar-se a través del Danubi en desastre.
El punt d'inflexió de la guerra va ser la batalla de Mezőkeresztes, que va tenir lloc al territori d'Hongria els 24-26 d'octubre de 1596. La força combinada Habsburg-Transilvana de 45–50.000 soldats va ser derrotada per l'exèrcit otomà. La batalla es va tombar quan els soldats cristians, pensant que havien guanyat la batalla, van deixar de lluitar per tal de saquejar el camp otomà. Malgrat aquesta victòria, els otomans van adonar-se per primera vegada de la superioritat dels equips militars occidentals sobre les armes otomanes. Aquesta batalla va ser la primera trobada militar significativa a Europa central entre un gran exèrcit cristià i l'exèrcit turc otomà després de la batalla de Mohács. No obstant això, els austríacs van reconquerir Győr i Komarom el 1598. La guerra entre Valàquia i els otomans va continuar fins a finals del 1599, quan Miquel no va poder continuar la guerra a causa del poc suport dels seus aliats.

### 1601–06

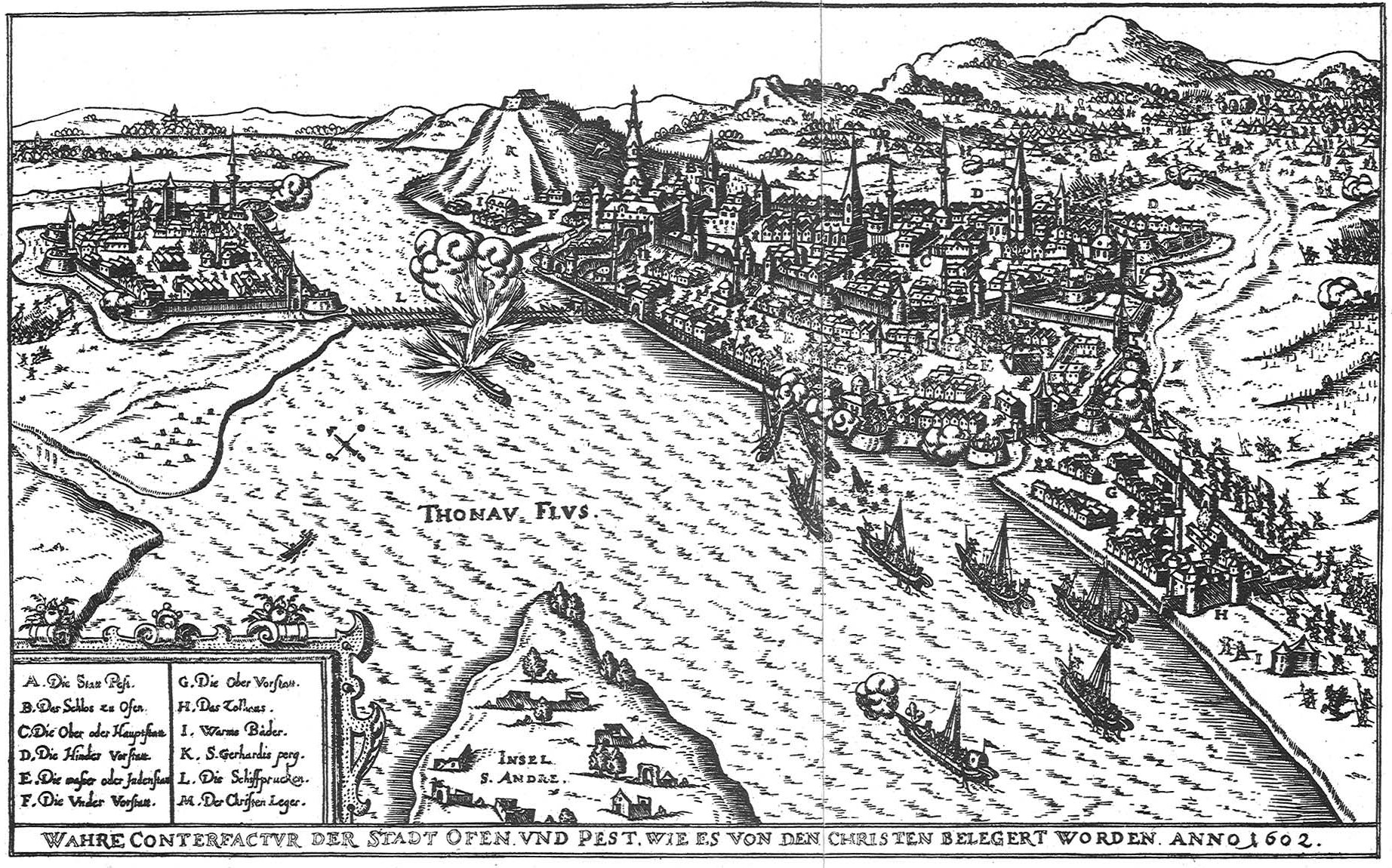
El setge de Buda el 1602

L'agost de 1601, a la batalla de Guruslău, Giorgio Basta i Miquel el Valent van derrotar la noblesa hongaresa dirigida per Segimon Bathory, qui havia acceptat la protecció otomana. Després de l'assassinat de Miquel el Valent a mans de soldats mercenaris sota les ordres de Basta, la noblesa transilvana, dirigida per Moisès Székely, va ser derrotada novament a la batalla de Braşov el 1603 per l'Imperi Habsburg i les tropes valaques dirigides per Radu Şerban. Per tant, els austríacs semblaven ser capaços d'aconseguir una victòria decisiva.
La darrera fase de la guerra (de 1604 a 1606) correspon a l'aixecament del príncep de Transsilvània Esteve Bocskai. Quan l'emperador Rodolf, basant-se principalment en acusacions falses, va començar les persecucions contra diversos homes nobles per omplir el tresor del tribunal exhaurit, Bocskay, un estrateg educat, es va resistir. Va recollir hongaresos desesperats juntament amb membres decebuts de la noblesa per iniciar un aixecament contra el govern dels Habsburg. Les tropes van marxar cap a l'oest, recolzades per l'Hajduk d'Hongria, van obtenir algunes victòries i van recuperar els territoris que s'havien perdut davant l'exèrcit dels Habsburg fins que Bocskay va ser declarat príncep de Transsilvània (Târgu Mureș, 21 de febrer de 1605) i posteriorment també a Hongria (Szerencs, 17 d'abril de 1605). L'Imperi Otomà va recolzar Bocskay amb una corona que ell va rebutjar (essent cristià). Com a príncep d'Hongria va acceptar les negociacions amb Rodolf II i va concloure el tractat de Viena.

## Conseqüències

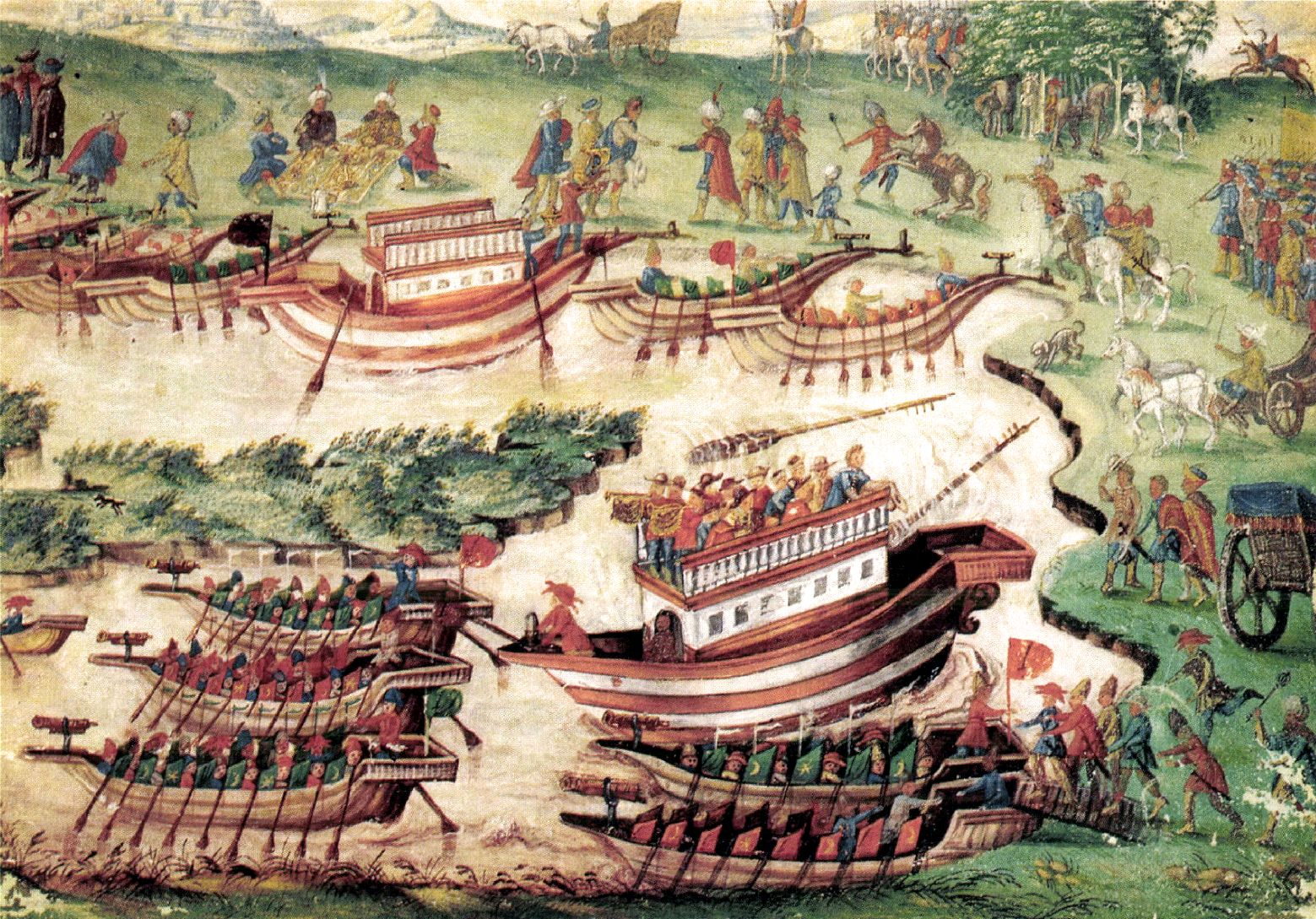
Les negociacions de pau a Zsitvatorok el 1606

La Llarga Guerra va acabar amb la pau de Zsitvatorok l'11 de novembre de 1606, amb escassos guanys territorials per als dos imperis principals: els otomans van guanyar les fortaleses d'Eger, Esztergom i Kanisza, però van perdre la regió de Vác (que havien ocupat des del 1541) davant Àustria. El tractat va confirmar la incapacitat dels otomans de penetrar encara més als territoris dels Habsburg. També va demostrar que Transsilvània estava més enllà del poder Habsburg. Tot i que l'emperador Rodolf havia fracassat en els seus objectius bèl·lics, va obtenir cert prestigi gràcies a aquesta resistència als turcs i presentant la guerra com una victòria. Per primera vegada, també va ser reconegut com a emperador pels otomans. El tractat va estabilitzar a la frontera dels Habsburg i dels otomans. Així mateix, tot i que Bocskay aconseguia conservar la seva independència, també acceptà renunciar al títol de "rei d'Hongria", territori que es mantenia en mans otomanes.

## Batalles
- Sisak
- Veszprém
- Tata (1)
- Székesfehérvár (1a)
- Romhány
- Banat
- Győr (1a)
- Călugăreni
- Giurgiu
- Esztergom
- Brest
- Eger
- Keresztes
- Herzegovina
- Tata (2a)
- Győr (2a)
- Buda (1a)
- Şelimbăr
- Kanizsa
- Mirăslău
- Guruslău
- Székesfehérvár (2a)
- Braşov
- Buda (2a)